# Polina Nikolajewna Kowaljowa
Polina Nikolajewna Kowaljowa (russisch Полина Николаевна Ковалёва; * 2. Juli 1993) ist eine ehemalige russische Skilangläuferin.

## Werdegang
Kowaljowa nahm von 2008 bis 2018 vorwiegend am Eastern-Europe-Cup teil. Dabei kam sie 13-Mal unter den ersten Zehn. Im Februar 2011 belegte sie beim Europäischen Olympischen Winter-Jugendfestival in Liberec den 44. Platz über 5 km Freistil und den 11. Rang im Sprint. Bei den Nordischen Junioren-Skiweltmeisterschaften 2013 in Liberec wurde sie Sechste im Sprint. Ihr erstes Weltcuprennen lief sie im Februar 2013 in Sotschi, welches sie auf dem 50. Platz beendete. Bei den U23-Weltmeisterschaften 2015 in Almaty belegte sie den 16. Platz im Sprint. Zu Beginn der Saison 2015/16 holte sie bei der Nordic Opening in Ruka mit dem 26. Platz bei der Sprintetappe ihre ersten Weltcuppunkte. Im Februar 2016 errang sie mit dem 15. Platz im Sprint in Drammen ihr bestes Saisonergebnis im Weltcup. Im folgenden Monat belegte sie den 45. Platz bei der Ski Tour Canada.